# Comuna de Ostrówek
Ostrówek (polaco: Gmina Ostrówek) é uma gminy (comuna) na Polónia, na voivodia de Lublin e no condado de Lubartowski. A sede do condado é a cidade de Ostrówek.
De acordo com os censos de 2004, a comuna tem 4156 habitantes, com uma densidade 46,2 hab/km².

## Área
Estende-se por uma área de 89,99 km², incluindo:
- área agricola: 76%
- área florestal: 16%

## Demografia
Dados de 30 de Junho 2004:
|                      | Total   | Total | Mulheres | Mulheres | Homens  | Homens |
| -------------------- | ------- | ----- | -------- | -------- | ------- | ------ |
|                      | pessoas | %     | pessoas  | %        | pessoas | %      |
| População            | 4156    | 100   | 2142     | 51,5     | 2014    | 48,5   |
| Densidade (pop./km²) | 46,2    | 100   | 23,8     | 23,8     | 22,4    | 22,4   |

De acordo com dados de 2002, o rendimento médio per capita ascendia a 1224,24 zł.

## Subdivisões
- Antoniówka, Babczyzna, Cegielnia, Dębica, Dębica-Kolonia, Jeleń, Kamienowola, Leszkowice, Luszawa, Ostrówek, Ostrówek-Kolonia, Tarkawica, Zawada, Żurawiniec, Żurawiniec-Kolonia.

## Comunas vizinhas
- Czemierniki, Firlej, Kock, Lubartów, Niedźwiada, Siemień